# Гювенч, Сыткы
Сыткы Гювенч (1 ноября 1961, Кахраманмараш, Турция — 9 февраля 2023, там же) — турецкий политик. Депутат 24-го созыва от Партии справедливости и развития Кахраманмараш.

## Биография
Окончил стоматологический факультет Стамбульского университета. Был избран депутатом Кахраманмараша от Партии справедливости и развития на всеобщих выборах в Турции в 2011 году. Он брат депутата Кахраманмараша от Партии справедливости и развития Джелалеттина Гювена. Погиб во время землетрясения в Газиантепе-Кахраманмараше в 2023 году, оказавшись под завалами.

## Источник
1. 1 2  TÜRKİYE BÜYÜK MİLLET MECLİSİ. www.tbmm.gov.tr. Дата обращения: 23 Aralık 2022. Архивировано 23 Aralık 2022 года.
2. ↑  Eski vekil Sıtkı Güvenç depremde vefat etti (неопр.) (2 Eylül 2023). Дата обращения: 11 Şubat 2023. Архивировано 10 февраля 2023 года.